# Bardsragujn chumb 2023-2024
Il Bardsragujn chumb 2023-2024 è stata la 32ª edizione della massima serie del campionato armeno di calcio. La stagione è iniziata il 29 luglio 2023 e si è conclusa il 26 maggio 2024.
L'Urartu era la squadra campione in carica.

## Stagione

### Novità
Al termine della passata stagione, è retrocesso in Araǰin Xowmb il Lernayin Artsakh.
Dall'Araǰin Xowmb 2022-2023 è salito, primo classificato, il West Armenia.

### Formula
Le squadre si affrontano quattro volte, per un totale di 36 giornate. L'ultima classificata retrocede in Araǰin Xowmb.
La squadra prima classificata è dichiarata campione d'Armenia ed è ammessa al primo turno di qualificazione della UEFA Champions League 2024-2025. La seconda e la terza classificata vengono ammesse al primo turno di qualificazione della UEFA Europa Conference League 2024-2025. Se la squadra vincitrice della coppa nazionale, ammessa al secondo turno di qualificazione della UEFA Europa Conference League 2024-2025, si classifica tra il primo e il terzo posto, l'accesso al primo turno di Conference League va a scalare.

## Squadre partecipanti
| Club             | Stagione | Città        | Stadio | Stagione precedente           |
| ---------------- | -------- | ------------ | --- | ----------------------------- |
| Alaškert         |          | Erevan       | Stadio Alaškert                                                                                           | 4º posto in Bardsragujn chumb |
| Ararat           |          | Erevan       | Stadio Repubblicano Vazgen Sargsyan                                                                       | 6º posto in Bardsragujn chumb |
| Ararat-Armenia   | dettagli | Erevan       | FFA Academy Stadium                                                                                       | 3º posto in Bardsragujn chumb |
| BKMA Erevan      |          | Erevan       | FFA Academy Stadium                                                                                       | 9º posto in Bardsragujn chumb |
| Noah             |          | Erevan       | Stadio Vahagn Tumasyan (Abovyan)                                                                          | 8º posto in Bardsragujn chumb |
| P'yownik         |          | Erevan       | Stadio Vahagn Tumasyan (Abovyan) (1ª-6ª) Stadio comunale di Gyumri (7ª-10ª) Stadio Junior Sport (11ª-36ª) | 2º posto in Bardsragujn chumb |
| Širak            |          | Gyumri       | Stadio comunale di Gyumri                                                                                 | 7º posto in Bardsragujn chumb |
| Urartu           |          | Erevan       | Stadio Urartu                                                                                             | Campione d'Armenia            |
| Van Charentsavan |          | Charentsavan | Stadio comunale di Charentsavan                                                                           | 5º posto in Bardsragujn chumb |
| West Armenia     |          | Erevan       | Stadio Junior Sport                                                                                       | 1º posto in Araǰin Xowmb      |

## Allenatori e primatisti
| Squadra          | Allenatore                                                                        | Giocatore più presente (tra parentesi il numero delle presenze) | Capocannoniere (tra parentesi il numero dei gol segnati) |
| ---------------- | --------------------------------------------------------------------------------- | --------------------------------------------------------------- | -------------------------------------------------------- |
| Alaškert         | Vahe Gevorgyan                                                                    | Mimito Biai, David Churcidze (35)                               | Karen Nalbandyan (8)                                     |
| Ararat           | Gagik Simonyan (1ª-20ª) Tigran Yesayan (21ª-36ª)                                  | Serob Galstyan (35)                                             | Kassim Hadji (7)                                         |
| Ararat-Armenia   | Vardan Minasyan                                                                   | Tenton Yenne (32)                                               | Mohamed Yattara (18)                                     |
| BKMA Erevan      | Rafael Nazaryan (1ª-6ª) Vahagn Minasyan (7ª-19ª) Armen Gyowlbowdaġyanc' (20ª-36ª) | Daniel Aghbalyan (33)                                           | Grenik Petrosyan (8)                                     |
| Noah             | Hayk Hovhannisyan (1ª-9ª) Carlos Inarejos (10ª-36ª)                               | Artur Miranyan (36)                                             | Artur Miranyan (23)                                      |
| P'yownik         | Eġiše Melik'yan                                                                   | Anton Bratkov (33)                                              | Yusuf Otubanjo (21)                                      |
| Širak            | Edgar Torosyan (1ª-4ª) Arsen Hovhannisyan (5ª-36ª)                                | Arsen Sadoyan (36)                                              | Donald Kodia (6)                                         |
| Urartu           | Dmitrij Gunko                                                                     | Temur Džikija, Dramane Salou (32)                               | Temur Džikija (11)                                       |
| Van Charentsavan | Sevada Arzowmanyan (1ª-20ª) Artur Hovhannisyan (21ª-36ª)                          | Christopher Boniface, Benik Hovhannisyan (34)                   | Christopher Boniface (8)                                 |
| West Armenia     | Khoren Veranyan                                                                   | Michail Strelnik (35)                                           | Zachar Tarasenko (8)                                     |

## Classifica finale
|                    | Pos. | Squadra          | Pt | G  | V  | N  | P  | GF | GS | DR  |
| ------------------ | ---- | ---------------- | -- | -- | -- | -- | -- | -- | -- | --- |
| Armenia (bandiera) | 1.   | P'yownik         | 82 | 36 | 24 | 10 | 2  | 84 | 28 | +56 |
|                    | 2.   | Noah             | 80 | 36 | 26 | 2  | 8  | 69 | 33 | +36 |
|                    | 3.   | Ararat-Armenia   | 75 | 36 | 23 | 6  | 7  | 73 | 34 | +39 |
|                    | 4.   | Urartu           | 50 | 36 | 13 | 11 | 12 | 49 | 49 | 0   |
|                    | 5.   | Alaškert         | 45 | 36 | 13 | 6  | 17 | 54 | 56 | -2  |
|                    | 6.   | Ararat           | 45 | 36 | 13 | 6  | 17 | 39 | 50 | -11 |
|                    | 7.   | West Armenia     | 37 | 36 | 11 | 4  | 21 | 43 | 73 | -30 |
|                    | 8.   | Širak            | 33 | 36 | 8  | 9  | 19 | 28 | 46 | -18 |
|                    | 9.   | Van Charentsavan | 32 | 36 | 8  | 8  | 20 | 32 | 67 | -35 |
|                    | 10.  | BKMA Erevan      | 27 | 36 | 7  | 6  | 23 | 32 | 67 | -35 |

      Campione d'Armenia e ammessa alla UEFA Champions League 2024-2025
      Ammesse alla UEFA Europa Conference League 2024-2025
      Retrocessa in Araǰin Xowmb 2024-2025
Note:

Tre punti per la vittoria, uno per il pareggio, zero per la sconfitta.
In caso di arrivo di due o più squadre a pari punti, la graduatoria verrà stilata secondo la classifica avulsa tra le squadre interessate.

## Risultati

### Partite (1-18)
|                  | Ala  | Ara  | AAr  | BKM  | Noa  | P'yo | Šir  | Ura  | Van  | Wes  |
| ---------------- | ---- | ---- | ---- | ---- | ---- | ---- | ---- | ---- | ---- | ---- |
| Alaškert         | –––– | 2-1  | 1-1  | 1-0  | 3-1  | 0-2  | 0-0  | 4-2  | 0-0  | 2-0  |
| Ararat           | 0-1  | –––– | 1-3  | 0-2  | 0-2  | 0-5  | 2-1  | 1-1  | 2-1  | 1-0  |
| Ararat-Armenia   | 3-1  | 2-1  | –––– | 4-1  | 4-3  | 1-2  | 2-0  | 1-2  | 3-0  | 4-0  |
| BKMA Erevan      | 0-4  | 2-0  | 1-1  | –––– | 1-0  | 1-4  | 1-3  | 1-2  | 7-1  | 0-4  |
| Noah             | 4-2  | 3-0  | 1-0  | 3-0  | –––– | 0-1  | 4-0  | 2-0  | 1-0  | 5-1  |
| P'yownik         | 3-1  | 1-1  | 1-1  | 3-0  | 3-1  | –––– | 1-0  | 3-1  | 6-0  | 3-0  |
| Širak            | 2-3  | 1-2  | 1-3  | 0-1  | 0-2  | 1-1  | –––– | 0-2  | 2-0  | 0-0  |
| Urartu           | 1-0  | 2-1  | 2-1  | 2-1  | 1-0  | 1-1  | 2-2  | –––– | 3-1  | 1-2  |
| Van Charentsavan | 2-1  | 1-2  | 0-2  | 1-2  | 0-2  | 0-5  | 1-0  | 2-2  | –––– | 4-1  |
| West Armenia     | 1-4  | 0-2  | 1-4  | 1-0  | 2-4  | 2-3  | 2-4  | 2-5  | 2-0  | –––– |

### Partite (19-36)
|                  | Ala  | Ara  | AAr  | BKM  | Noa  | P'yo | Šir  | Ura  | Van  | Wes  |
| ---------------- | ---- | ---- | ---- | ---- | ---- | ---- | ---- | ---- | ---- | ---- |
| Alaškert         | –––– | 2-1  | 1-3  | 0-0  | 0-2  | 1-1  | 2-3  | 0-2  | 0-1  | 1-2  |
| Ararat           | 1-3  | –––– | 0-1  | 1-0  | 0-1  | 0-1  | 2-0  | 0-0  | 1-1  | 1-0  |
| Ararat-Armenia   | 2-1  | 2-1  | –––– | 4-1  | 0-1  | 3-1  | 1-1  | 2-0  | 0-2  | 1-1  |
| BKMA Erevan      | 0-6  | 1-3  | 0-1  | –––– | 0-2  | 0-3  | 0-0  | 2-0  | 0-0  | 1-1  |
| Noah             | 2-1  | 4-3  | 2-1  | 1-0  | –––– | 1-1  | 1-0  | 1-1  | 3-1  | 3-1  |
| P'yownik         | 2-1  | 2-2  | 2-2  | 3-1  | 3-0  | –––– | 1-1  | 5-0  | 3-1  | 2-1  |
| Širak            | 2-0  | 0-1  | 0-1  | 1-0  | 1-0  | 0-1  | –––– | 1-0  | 0-0  | 1-2  |
| Urartu           | 6-1  | 1-1  | 1-3  | 2-1  | 0-1  | 1-1  | 0-0  | –––– | 1-1  | 1-2  |
| Van Charentsavan | 2-3  | 0-2  | 0-5  | 2-2  | 0-1  | 1-0  | 4-0  | 1-1  | –––– | 1-0  |
| West Armenia     | 1-1  | 1-2  | 0-1  | 3-2  | 2-5  | 1-4  | 1-0  | 1-0  | 2-0  | –––– |

## Statistiche

### Capoliste solitarie
|    | ——  | —— | ——  | ——       | ——       | ——       | ——       | ——       | ——       | ——       | ——       | ——       | ——       | ——       | ——       | ——       | ——       | ——       | ——       | ——       | ——       | ——       | ——  | ——  | ——  | ——   | ——   | ——   | ——   | ——   | ——   | ——   | ——   | ——       | ——       | —— |  |
|    | Ura |    | Noa | P'yownik | P'yownik | P'yownik | P'yownik | P'yownik | P'yownik | P'yownik | P'yownik | P'yownik | P'yownik | P'yownik | P'yownik | P'yownik | P'yownik | P'yownik | P'yownik | P'yownik | P'yownik | P'yownik |     |     |     | Noah | Noah | Noah | Noah | Noah | Noah | Noah | Noah | P'yownik | P'yownik |    |  |
|    |     |    |     |          |          |          |          |          |          |          |          |          |          |          |          |          |          |          |          |          |          |          |     |     |     |      |      |      |      |      |      |      |      |          |          |    |  |
|    |     |    |     |          |          |          |          |          |          |          |          |          |          |          |          |          |          |          |          |          |          |          |     |     |     |      |      |      |      |      |      |      |      |          |          |    |  |
| 1ª | 2ª  | 3ª | 4ª  | 5ª       | 6ª       | 7ª       | 8ª       | 9ª       | 10ª      | 11ª      | 12ª      | 13ª      | 14ª      | 15ª      | 16ª      | 17ª      | 18ª      | 19ª      | 20ª      | 21ª      | 22ª      | 23ª      | 24ª | 25ª | 26ª | 27ª  | 28ª  | 29ª  | 30ª  | 31ª  | 32ª  | 33ª  | 34ª  | 35ª      | 36ª      |    |  |

### Individuali

#### Classifica marcatori
| Gol |  |  | Giocatore             | Squadra          |
| --- |  |  | --------------------- | ---------------- |
| 23  |  |  | Artur Miranyan        | Noah             |
| 21  |  |  | Yusuf Otubanjo        | P'yownik         |
| 18  |  |  | Mohamed Yattara       | Ararat-Armenia   |
| 16  |  |  | Tenton Yenne          | Ararat-Armenia   |
| 12  |  |  | Hovhannes Harutyunyan | P'yownik         |
| 12  |  |  | Levan Kutalia         | Alaškert         |
| 11  |  |  | Temur Džikija         | Urartu           |
| 9   |  |  | Paul Gladon           | Noah             |
| 8   |  |  | Christopher Boniface  | Van Charentsavan |
| 8   |  |  | Edgar Movsesyan       | Noah             |
| 8   |  |  | Karen Nalbandyan      | Alaškert         |
| 8   |  |  | Grenik Petrosyan      | BKMA Erevan      |
| 8   |  |  | Zachar Tarasenko      | West Armenia     |
| 7   |  |  | David Churcidze       | Alaškert         |
| 7   |  |  | Artak Dašyan          | P'yownik         |
| 7   |  |  | Vagner Gonçalves      | P'yownik         |
| 7   |  |  | Kassim Hadji          | Ararat           |

#### MVP del mese
| Mese           | Giocatore             | Squadra        |
| -------------- | --------------------- | -------------- |
| Agosto         | Tenton Yenne          | Ararat-Armenia |
| Settembre      | Stanislav Bučnev      | P'yownik       |
| Ottobre        | Donald Kodia          | Širak          |
| Novembre       | Hovhannes Harutyunyan | P'yownik       |
| Dicembre       | Tenton Yenne          | Ararat-Armenia |
| Febbraio-Marzo | Tenton Yenne          | Ararat-Armenia |
| Aprile         | Tenton Yenne          | Ararat-Armenia |
| Maggio         | Yusuf Otubanjo        | P'yownik       |

#### MVC del mese
| Mese           | Allenatore      | Squadra        |
| -------------- | --------------- | -------------- |
| Agosto         | Rafael Nazaryan | BKMA Erevan    |
| Settembre      | Vardan Minasyan | Ararat-Armenia |
| Ottobre        | Eġiše Melik'yan | P'yownik       |
| Novembre       | Eġiše Melik'yan | P'yownik       |
| Dicembre       | Vardan Minasyan | Ararat-Armenia |
| Febbraio-Marzo | Carlos Inarejos | Noah           |
| Aprile         | Vardan Minasyan | Ararat-Armenia |
| Maggio         | Eġiše Melik'yan | P'yownik       |

#### Gol del mese
| Mese           | Allenatore            | Squadra          |
| -------------- | --------------------- | ---------------- |
| Agosto         | Levan Kutalia         | Alaškert         |
| Settembre      | Yaya Sanogo           | Urartu           |
| Ottobre        | Gustavo Marmentini    | P'yownik         |
| Novembre       | Hovhannes Harutyunyan | P'yownik         |
| Dicembre       | Arman Mkrtchyan       | Van Charentsavan |
| Febbraio-Marzo | Tenton Yenne          | Ararat-Armenia   |
| Aprile         | Mathew Gbomadu        | Van Charentsavan |
| Maggio         | Žirayr Šaġoyan        | Ararat-Armenia   |